# Ornithomya apelta
Ornithomya apelta är en tvåvingeart som beskrevs av Maa 1969. Ornithomya apelta ingår i släktet Ornithomya och familjen lusflugor. Inga underarter finns listade i Catalogue of Life.